# Яромко, Сергей Валерьевич
Серге́й Вале́рьевич Яромко (бел. Сяргей Валер'евіч Яромка; род. 7 апреля 1967, Минск) — советский и белорусский футболист и тренер.

## Биография
Сын футболиста Валерия Яромко. Футболом начал заниматься в СДЮШОР минского «Динамо» (первый тренер — Юрий Иванович Погальников). Нападающий. Мастер спорта (1996). Окончил БГОИФК (1990), Высшую школу тренеров в Москве (2004).
В высшей лиге провёл 185 игр и забил 103 мяча. Чемпион Беларуси (1996), серебряный призёр (1995), обладатель Кубка Беларуси (1996). Дважды становился лучшим бомбардиром чемпионата Беларуси (1995, 1998). В составе национальной сборной Беларуси сыграл один матч (1994).
Тренерскую работу начал в минском СКАФе в 2001 году, затем работал тренером в минском «Локомотиве» — с сентября 2001 по июль 2003, в минском «Динамо» с августа 2003 по март 2004. С 2005 года — главный тренер клуба «Смена-Минск» (с декабря 2005 года — ФК «Минск»). Под его руководством «Минск» занял первое место в первой лиге в 2006 году и вышел в высшую. В сезоне 2009 ушёл в отставку. Позднее работал в минском «Динамо», был главным тренером клуба «СКВИЧ».
В январе 2012 года принял бобруйскую «Белшину». В июле был уволен. В декабре 2012 года пополнил тренерский штаб казахстанского клуба «Иртыш». Покинул клуб летом 2013 года.
В мае 2014 года сменил на посту главного тренера перволиговой «Городеи» Андрея Кипру. Перед командой стояла задача выйти в Высшую лигу, которую выполнить не удалось — 6-е место. Сезон 2015 стал самым успешным в истории «сахарников» и клуб под руководством Яромко впервые вышел в элитный дивизион Беларуси. В сезонах 2016 и 2017 «Городея» была одним из середняков Высшей лиги. В ноябре 2017 года контракт был продлён до 2019 года.
В июне 2019 года покинул должность главного тренера «Городеи» и возглавил молодёжную сборную Беларуси. Оставался главным тренером до конца 2020 года.
В декабре 2022 года появилась информация, что Яромко возглавит «Минск». Официально 13 декабря 2022 года вступил в должность главного тренера столичного клуба. В ноябре 2023 года весь тренерский штаб получил уведомления о том, что по окончании чемпионата контракты продлены не будут. В декабре 2023 года специалист покинул «Минск» по окончании срока действия контракта.
В феврале 2024 года тренер возглавил молодёжную сборную Беларуси.